# Estatili (pompeià)
Estatili (en llatí: Statilius) va ser un militar romà del segle i aC. Era amic de Cató el Jove i durant la Segona i Tercera Guerra Civil va combatre del costat dels pompeians i republicans. Formava part de la gens Estatília, una gens originària de Lucània.
Quan el seu admirat amic Cató es va suïcidar a Útica, Estatili era al seu costat, i va voler seguir l'exemple de Cató suïcidant-se també; els seus amics, però, ho van impedir. Després de l'assassinat de Juli Cèsar l'any 44 aC, Estatili va servir a l'exèrcit republicà, i va morir en la batalla de Filipos.